# Anna-Katharinenstift Karthaus

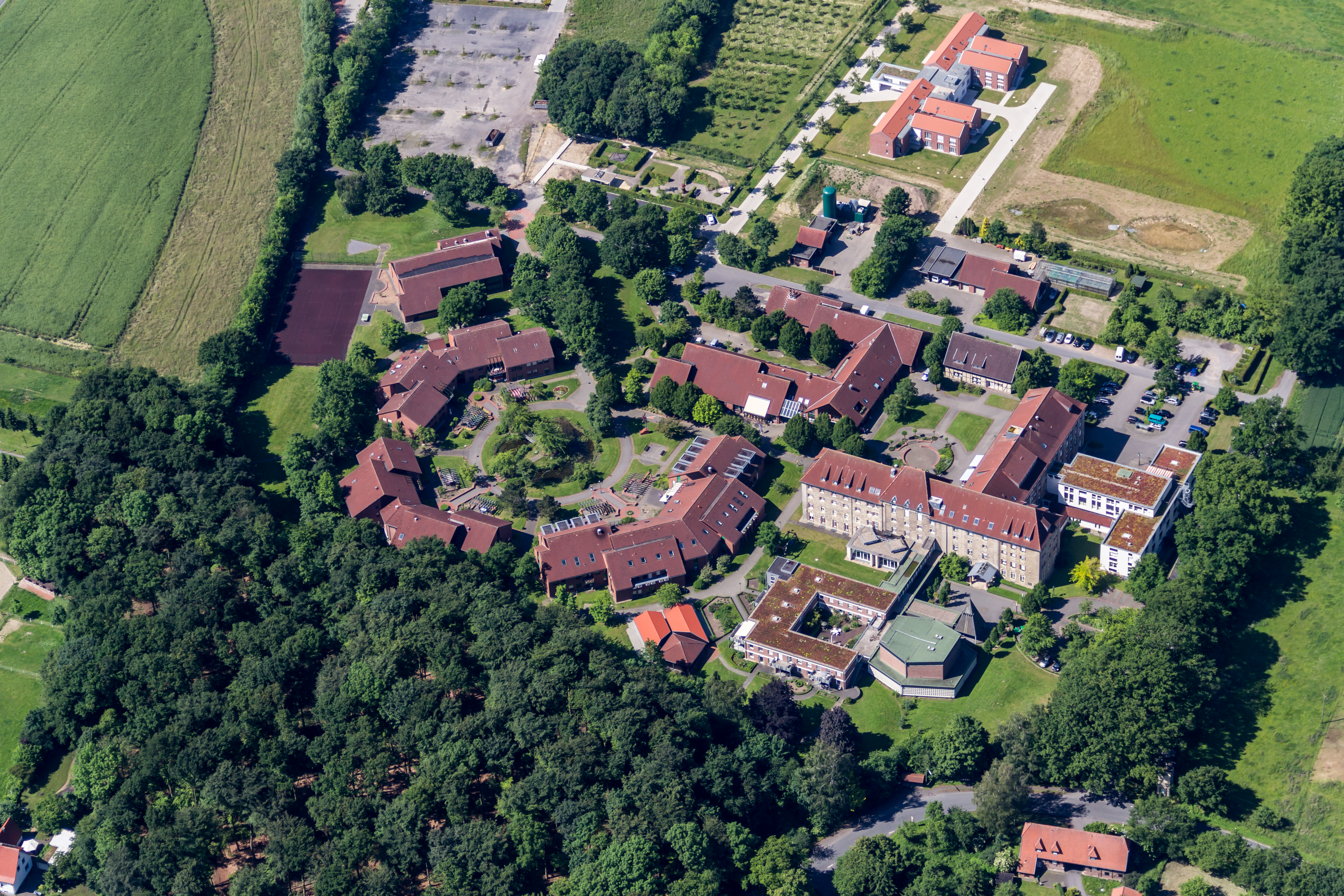
Luftaufnahme Anna-Katharinenstift Karthaus

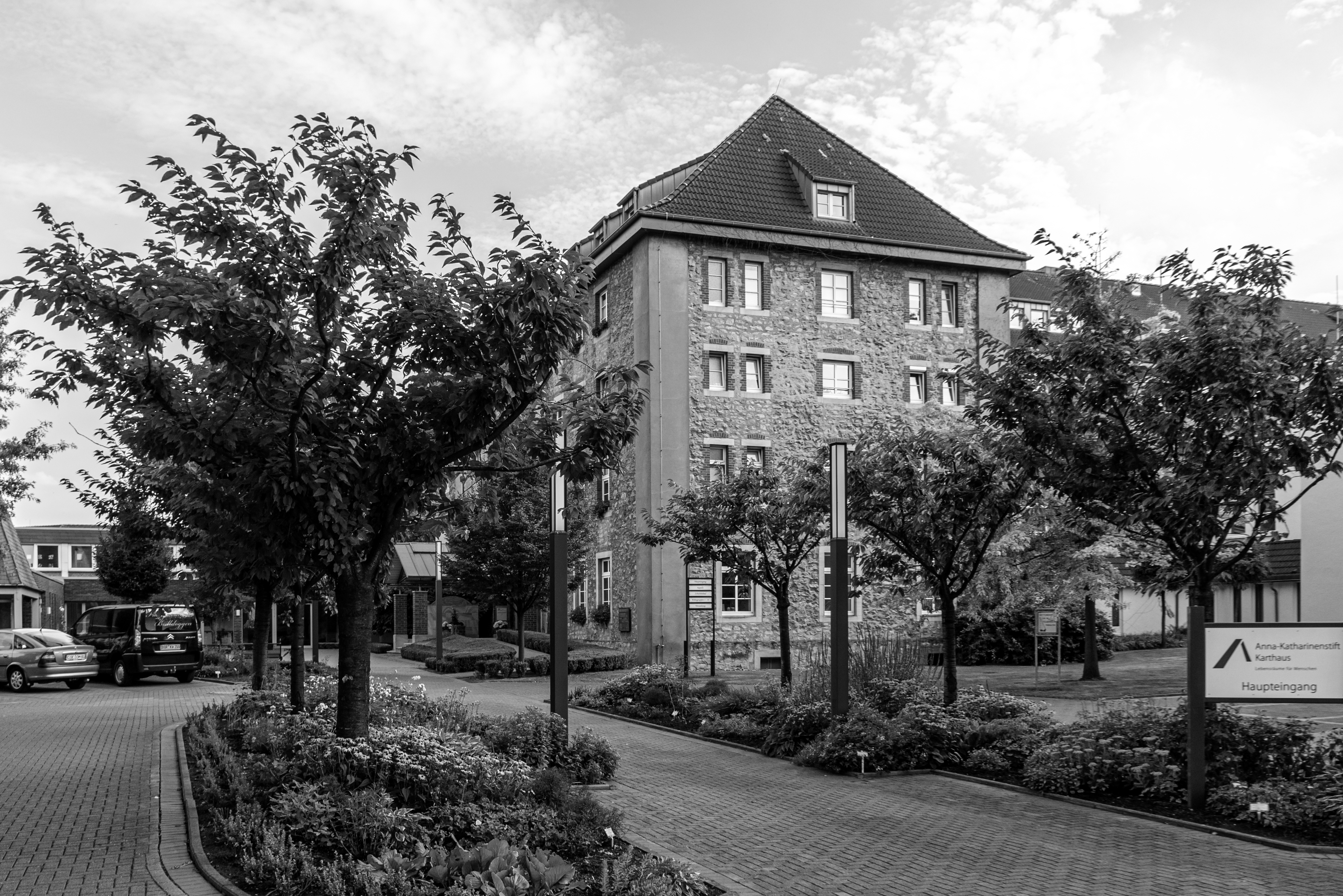
Anna-Katharinenstift Karthaus

Das Anna-Katharinenstift Karthaus ist eine katholische Einrichtung zur Rehabilitation erwachsener Menschen mit geistigen, körperlichen oder seelischen Behinderungen. Es bietet Wohnraum, Arbeitsplätze und darüber hinausgehende Betreuung an.

## Lage und Bauwerke
Das Anna-Katharinenstift Karthaus liegt in der Bauerschaft Weddern der Stadt Dülmen im nordrhein-westfälischen Kreis Coesfeld. Die Gebäude haben ihren Ursprung in der 1476/77 gegründeten Kartause Marienburg und umfassen heute neben der Pfarrkirche St. Jakobus zwischen Feldern, Wiesen und kleinen Wäldchen liegende, weitläufige Wohn-, Gesellschafts- und Arbeitsgebäude.

## Geschichte und Trägerschaft
Namenspatronin der Einrichtung ist die im Jahr 2004 von Papst Johannes Paul II. für ihr Leben und Wirken seliggesprochene Anna Katharina Emmerick.
Das Anna-Katharinenstift Karthaus befindet sich in Trägerschaft des Sozialdienst katholischer Frauen Gesamtverein e. V. (SkF). Dieser entstand aus dem ehemaligen Katholischen Fürsorgeverein für Mädchen, Frauen und Kinder (KFV), welcher in Person von Agnes Neuhaus das Anna-Katharinenstift im Jahr 1921 als „Schutzheim für sittlich gefährdete, verwahrloste und der Unzucht verfallene Frauen und Mädchen“ gründete. In der Folge wurden auch Mädchen und Frauen mit Behinderung aufgenommen und betreut. Seit 1989 werden auch Männer aufgenommen und betreut. Bis zum Beginn dieses Jahrhunderts waren die Missionsschwestern vom Heiligsten Herzen Jesu von Hiltrup aus Münster-Hiltrup mit der Leitung der Einrichtung beauftragt. Augustiner-Mönche kümmerten sich um die Seelsorge und geistliche Betreuung.

## Angebot

### Wohnen
Das Anna-Katharinenstift Karthaus bietet über 300 Menschen mit Behinderung einen Wohnplatz.
Unterschiedliche Wohnformen werden auf dem Gelände der Stammeinrichtung in der Bauerschaft Weddern, welche zum Dülmener Kirchspiel gehört, im Stadtgebiet Dülmen sowie dem umliegenden Einzugsgebiet und in Münster-Hiltrup angeboten, d. h.
- Wohngruppen für Frauen und Männer unterschiedlichen Alters und unterschiedlicher Behinderung
- Betreuung und Begleitung von Menschen mit Schwerstmehrfachbehinderungen sowie Senioren
- Betreuung und Begleitung von Menschen mit psychischen Behinderungen sowie Menschen mit herausforderndem Verhalten
- Paarwohnen
- Betreutes Einzelwohnen
- Verhinderungspflege
- Ambulant Betreutes Wohnen
- Betreuung von Menschen mit Behinderungen im Bereich der Familienpflege

### Arbeiten
Die angegliederten Werkstätten Karthaus in Weddern sowie die Zweigwerkstätten im Gewerbegebiet Dülmen-Dernekamp bieten über 500 Menschen mit Behinderung einen Arbeitsplatz.